# 行徳警察署
行徳警察署（ぎょうとくけいさつしょ）は、千葉県警察が管轄する警察署の一つである。署長は警視。管内には宮内庁新浜鴨場がある。

## 所在地
- 千葉県市川市塩浜三丁目10番18号[1]

## 管轄区域
市川市のうち行徳地区が管轄区域である（それ以外の区域は市川警察署管轄）。
- 相之川（1 - 4丁目）・新井（1 - 3丁目）・伊勢宿・入船・押切・欠真間（1・2丁目）・加藤新田・河原・香取（1・2丁目）・行徳駅前（1 - 4丁目）・幸（1・2丁目）・塩浜（1 - 4丁目）・塩焼（1 - 5丁目）・島尻・下新宿・下妙典・末広（1・2丁目）・関ケ島・高浜町・宝（1・2丁目）・千鳥町・富浜（1 - 3丁目）・新浜（1 - 3丁目）・日之出・広尾（1・2丁目）・福栄（1 - 4丁目）・本行徳・本塩・湊・湊新田・湊新田（1・2丁目）・南行徳（1 - 4丁目）・妙典（1 - 6丁目）[2]

## 庁舎概要
行徳警察署庁舎
- 竣工年：1995年
- 延床面積：3,257m²
- 構造/規模：RC造、地上4階

## 沿革
- 1995年（平成7年）3月7日 - 葛南警察署（現在の浦安警察署）より分離し、県内40番目の警察署として開署[1]。

## 交番
- 今井橋交番[3]（市川市相之川1丁目23番10号）
- 香取交番[3]（市川市香取1丁目8番4号）
- 行徳駅前交番[3]（市川市行徳駅前2丁目5番1号）
- 塩焼交番[3]（市川市塩焼5丁目6番23号）
- 南行徳駅前交番[3]（市川市相之川4丁目7番1号）
- 妙典駅前交番[3]（市川市妙典4丁目1番2号）

## 管内の主な事件
- 市川一家4人殺害事件 - 葛南署時代の1992年（平成4年）3月5日に現在の行徳署管内（市川市幸）で発生。
- リンゼイ・アン・ホーカー殺害事件 - 2007年（平成19年）3月26日に管内（市川市福栄）で発生。